# Championnat de Suisse de ski
Le titre de champion de Suisse de ski fut décerné à partir de 1905. Il était fondé sur la combinaison de résultats en ski de fond et en saut à skis. À partir de 1934, les résultats de descente et de slalom furent pris en compte pour l'attribution de ce titre. Le titre féminin fut décerné à partir de 1936, et le titre juniors à partir de 1942.
Par la suite, les titres de champion de Suisse furent décernés pour les différentes disciplines du ski nordique (ski de fond, saut à skis, combiné nordique) ainsi que du ski alpin.
Le championnat est ouvert aux non-suisses jusqu'en 1934.

## Historique

### Les prémices
La Norvège joue un rôle important dans les débuts du ski en Suisse. Le premier suisse qui aurait essayé des skis est Johann Josef Imseng (de). En 1868, Konrad Wild de Glarus disposerait de ski. En 1873, Carl Spengler (de) de Davos reçoit d'un de ses parents norvégiens, une paire de skis lapon. Ce résultat n'est pas satisfaisant notamment en raison de la longueur des skis. Quelques années plus tard, d'autres skieurs comme Wilhelm Paulcke essaie également de maîtriser des skis. En 1890, un livre de Fridtjof Nansen est publié et plusieurs personnes essaient de fabriquer des skis en Suisse. Christoph Iselin de Glarus rencontre deux ingénieurs norvégiens Olaf Kjelsberg et Ja Krefting qui montrent à quelques suisses comment skier. L'année suivante, tout s’accélère, avec l'ouverture d'un fabrique de ski par Melchior Jakober (de) et la fondation du premier club de Suisse par Christoph Iselin. De plus, 1893 marque également la première ascension d'un col, le Col du Pragel, en ski et en raquette. Le ski se développe ensuite dans toute la Suisse.
En janvier 1902, le Ski Club de Glaris organise le premier concours de ski de Suisse. En 1903, le club invite deux Norvégiens Thorvald Heyerdahl, récent vainqueur du Championnat d'Allemagne de ski 1903 (de) et Anders Holte . En 1904, sous l'impulsion du SC Glaris, Swiss ski est fondée. L'année suivante, le premier championnat est organisé et le SC Glaris club invite deux champions norvégiens, Leif Berg et Thorleif Björnstad, pour faire une démonstration et pour former, dans tout le pays, des skieurs,,.

### Le développement du ski suisse
En 1927, c'est l'allemand Walter Glass (en) qui remporte la compétition. L'année suivante, le championnat sert de sélection pour les Jeux olympiques de St-Moritz et c'est Adolf Rubi qui l'emporte,.

## Palmarès
(de 1905 à 1933 : résultats combinés de l'épreuve de saut à skis et de celle de ski de fond ;
 de 1934 à 1946 : résultats combinés des épreuves de saut à skis, de ski de fond, de descente et de slalom)
| Année | Lieu              | Champion de Suisse (et le club de celui-ci) |                   |
| ----- | ----------------- | ------------------------------------------- | ----------------- |
| 1905  | Glarus            | Friedrich Iselin (Glarus)                   |                   |
| 1906  | Zweisimmen        | Eduard Capiti (St. Moritz)                  |                   |
| 1907  | Davos             | Eduard Capiti (St. Moritz)                  |                   |
| 1908  | Engelberg         | Luigi Carettoni (St. Moritz)                |                   |
| 1909  | Andermatt         | Luigi Carettoni (St. Moritz)                |                   |
| 1910  | Grindelwald       | Hans Klopfenstein (Adelboden)               |                   |
| 1911  | St. Moritz        | Eduard Capiti (St. Moritz)                  |                   |
| 1912  | Klosters          | Per Simonsen (St. Moritz)                   |                   |
| 1913  | La Chaux-de-Fonds | Per Simonsen (St. Moritz)                   |                   |
| 1914  | Pontresina        | A. Udbye (St. Moritz)                       |                   |
| 1915  | titre non décerné | titre non décerné                           | titre non décerné |
| 1916  | Engelberg         | Ernst Bächtold (Davos)                      |                   |
| 1917  | Gstaad            | Adolf Attenhofer (Davos)                    |                   |
| 1918  | Arosa             | François Parodi (St. Moritz)                |                   |
| 1919  | titre non décerné | titre non décerné                           | titre non décerné |
| 1920  | Klosters          | Anton Maurer (Davos)                        |                   |
| 1921  | Adelboden         | Hans Eidenbenz (St. Moritz)                 |                   |
| 1922  | Davos             | Peter Schmid (Gstaad)                       |                   |
| 1923  | Grindelwald       | Alexandre Girard-Bille (La Chaux-de-Fonds)  |                   |
| 1924  | St. Moritz        | Josef Adolf (équipe tchèque)                |                   |
| 1925  | Engelberg         | Knut Strømstad (Gstaad)                     |                   |
| 1926  | Wengen            | Sepp Schmid (Adelboden)                     |                   |
| 1927  | Château-d’Œx      | Walter Glass (équipe d'Allemagne)           |                   |
| 1928  | Gstaad            | Adolf Rubi (Grindelwald)                    |                   |
| 1929  | Arosa             | Adolf Rubi (Grindelwald)                    |                   |
| 1930  | Engelberg         | Walter Bussmann (Lucerne)                   |                   |
| 1931  | Adelboden         | David Zogg (Arosa)                          |                   |
| 1932  | Zermatt           | Elias Julen (Zermatt)                       |                   |
| 1933  | Einsiedeln        | Walter Prager (Davos)                       |                   |
| 1934  | Andermatt         | Elias Julen (Zermatt)                       |                   |
| 1935  | Grindelwald       | Fritz Steuri (de) (Grindelwald)             |                   |
| 1936  | Davos             | Willy Bernath (La Chaux-de-Fonds)           |                   |
| 1937  | Les Diablerets    | Heinz von Allmen (Wengen)                   |                   |
| 1938  | Wengen            | Hellmut Lantschner (équipe d'Allemagne)     |                   |
| 1939  | Unterwasser       | Adi Gamma (Andermatt)                       |                   |
| 1940  | Gstaad            | Heinz von Allmen (Wengen)                   |                   |
| 1941  | St. Moritz        | Heinz von Allmen (Wengen)                   |                   |
| 1942  | Grindelwald       | Otto von Allmen (Wengen)                    |                   |
| 1943  | Arosa             | Otto von Allmen (Wengen)                    |                   |
| 1944  | Gstaad            | Otto von Allmen (Wengen)                    |                   |
| 1945  | Engelberg         | Niklaus Stump (Unterwasser)                 |                   |
| 1946  | Davos             | Otto von Allmen (Wengen)                    |                   |